# Saarnaki laid
Saarnaki laid (deutsch: Sarnak; laid = estnisch für kleine Insel) ist eine unbewohnte Insel in der Ostsee, gelegen im Naturschutzgebiet um die estnische Insel Hiiumaa. Wie diese gehört sie zu den Moonsund-Inseln.

## Beschreibung
Die Gesamtfläche der Insel beträgt 136 Hektar. Die Insel ist mit 3 km Länge und 1 km Breite eine der größten Inseln Hiiumaas. Sie liegt zwischen 7 und 9 m über dem Meeresspiegel. Verwaltungsmäßig gehört sie zum Dorf Salinõmme in der Landgemeinde Hiiumaa (Landgemeinde).
Dominant ist auf der Insel der Wacholder.

## Geschichte und Besiedelung
Die Insel wurde erstmals 1564 urkundlich erwähnt. Damals lebten dort bereits dauerhaft Menschen.
Auf der Insel lebten hauptsächlich Fischer. Traditionell gab es drei Bauerngehöfte: zwei im Zentrum der Insel und eines im Norden. Erst 1924 kamen neue Kolonisten nach Saarnaki laid.
1880 wurde eine Windmühle errichtet, die heute unter Denkmalschutz steht. Die leerstehenden Häuser sind teilweise erhalten und von hohem volkskundlichen Wert.
Bis 1973 war Saarnaki laid bewohnt.